# Угрюмов, Николай Степанович
Никола́й Степа́нович Угрю́мов (5 (18) августа 1902 года — 2 февраля 1982 года) — советский военачальник, участник советско-финской и Великой Отечественной войн, Герой Советского Союза (15.01.1940). Генерал-майор (11.07.1945).

## Молодость и довоенное время
Родился 5 (18) августа 1902 года в городе Путивль Курской губернии (ныне Сумской области Украины) в рабочей семье. Отец был каменщиком, штукатуром, мать — батрачкой. В августе 1915 года был учеником слесаря в Путивле. Окончил московский финансово-экономический рабфак, затем работал слесарем-инструментальщиком.
В Красной Армии с сентября 1920 года. Служил красноармейцем в Путивльской местной караульной роте, участвовал в борьбе с бандитизмом. С сентября 1921 года учился в 4-й Курской военной школе, но в феврале 1922 года был демобилизован по болезни. Работал до сентября 1923 года инструктором всевобуча по вольному найму при Путивльском уездном военкомате .
Вновь в РККА с сентября 1923 года. В 1926 году окончил Ленинградскую пехотную школу. Член ВКП(б) с января 1928 года. С августа 1926 года проходил службу командиром взвода в 54-м стрелковом полку 18-й стрелковой дивизии Московского военного округа (город Ростов, ныне Ярославская область). В ноябре 1927 года переведён в 21-й Ростовский отдельный местный караульный батальон, где был командиром взвода и начальником боепитания батальона. С июля 1932 года — начальник боепитания военного факультета Государственного центрального института физической культуры (Москва). С марта 1936 года — командир роты, затем начальник штаба батальона 145-го стрелкового полка 49-й стрелковой дивизии Московского ВО (Кострома). В марте 1938 года полк переведён в город Старая Русса и передан Ленинградскому военному округу.

## Советско-финская война

Командир батальона Н. С. Угрюмов. 1939—1940 гг.

В феврале 1939 года капитан Н. С. Угрюмов был назначен командиром батальона 252-го стрелкового полка 70-й стрелковой дивизии Ленинградского ВО. Дивизия дислоцировалась в западной части Карельского перешейка. Участвовал в советско-финской войне с первого дня. 
В районе железнодорожной станции Териоки 30 ноября 1939 года капитан Угрюмов форсировал с вверенным ему батальоном реку Сестра и захватил важный плацдарм. В бою за расширение плацдарма он и его батальон отбили несколько вражеских контратак. Решительные действия батальона способствовали взятию города Териоки и форта Ино.
Первый же день войны потребовал от капитана Угрюмова не только героизма, но и решительного переосмысления своих действий, как командира, во время боевой операции: 

«Утром 30 ноября начался славный путь батальона капитана Угрюмова… Перед батальоном стояла задача: перерезать полотно железной дороги Белоостров — Териоки и Курносовское шоссе. Дальнейшая задача: к исходу дня овладеть Териоками… Начальник штаба батальона Дорошенко сообщил, что переправа через Сестру рухнула под танком, строится другая. Приданные средства усиления задерживаются. Задерживаются и батальонные тылы. — Вперёд! Развивать успех! — решил комбат. Оставив за себя начштаба Дорошенко и поручив ему взять в свои руки связь с подразделениями, капитан Угрюмов поскакал со взводом разведчиков вперёд, по дороге. Справа и слева стояли стеной сосны. Угрюмов с командиром разведчиков скакали рядом, впереди взвода метров в семидесяти. Звонко били копыта. Вдруг командир разведчиков привалился к плечу Угрюмова. — Товарищ командир, держитесь в седле! — строго крикнул Угрюмов. И, повернувшись, увидел, как падал убитый двумя пулями в голову командир с белого коня, облитого алой его кровью. Угрюмов в то же мгновение свалился с седла, оставив левую ногу в стремени. Он был любителем конного спорта, великолепным наездником и рубакой, и сейчас это спасло его. Притворившись убитым, он обманул врага. Взвод разведчиков уже свернул с дороги в лес. Лошадь с Угрюмовым прискакала к другим лошадям… Через три дня Угрюмов рассказывал мне про эту разведку и, добродушно посмеиваясь, признавался: — Я до первого боя, — чего только не думал про войну! Занимаешься дома, и вдруг представляется тебе картина: мой батальон идёт в атаку. Сигнал. Я наблюдаю за ротами. И вижу — одна рота отстаёт. Я — в седло, на свою „Красотку“. Шашку — вон! Рота, за мной! И — галопом туда. Первым заскакиваю в расположение врага и крошу. Крошу налево и направо. Теперь-то я вижу: так только в мечтах бывает. А в жизни — рядом со мной командиру две пули в голову. Какая же тут храбрость? Какое геройство? Дурь это одна — под пули врагов подставляться!»— Вл. Ставский. «Герой Советского Союза Н. Угрюмов».
Указом Президиума Верховного Совета СССР от 15 января 1940 года за образцовое выполнение боевых заданий командования на фронте борьбы с финской белогвардейщиной и проявленные при этом отвагу и геройство капитану Угрюмову было присвоено звание Героя Советского Союза.
18 января (по другим публикациям — 3 февраля) 1940 года Н. С. Угрюмов назначен на должность командира 68-го стрелкового полка 70-й стрелковой дивизии. 
Вскоре после окончания кампании Николай Степанович тяжело заболел и надолго попал в госпиталь. С июня 1940 года учился на курсах «Выстрел». После окончания учёбы в октябре этого же года назначен командиром 10-й мотомеханизированной бригады Ленинградского ВО. С апреля 1941 года — заместитель командира 177-й стрелковой дивизии (управление дивизии в г. Боровичи).

## Великая Отечественная война
Участник Великой Отечественной войны с июня 1941 года. 4 июля 1941 года полковник Угрюмов возглавил формирующуюся 2-ю Ленинградскую стрелковую дивизию народного ополчения Московского района города. Уже в середине месяца дивизия прибыла на фронт, вступила в Ленинградскую оборонительную операцию и вела ожесточенные боевые действия на участках обороны Лужской оперативной группы, Кингисеппского участка обороны и Копорской оперативной группы. 9 сентября Угрюмова назначили командиром 204-го стрелкового полка 10-й стрелковой дивизии, но в должность он не вступил, затем этот приказ был отменен, а 30 сентября он назначен исполняющим должность командира 48-й стрелковой дивизии 8-й армии Ленинградского фронта. Участник обороны Ленинграда. С 25 октября — временно исполняющий должность командира 85-й стрелковой дивизии, которая в составе Приморской оборонительной группы вела бои на Ораниенбаумском плацдарме. С 15 февраля 1942 года — командир 1-й горнострелковой бригады 54-й и 8-й армий Ленинградского фронта, приняв командование ею от полковника И. В. Грибова. Возможно, к этому периоду относится упоминание о Н. С. Угрюмове в мемуарах Н. Никулина «Воспоминания о войне»:

«В 1942-м горнострелковая бригада наступала на деревню Веняголово под
Погостьем. Атакующие батальоны должны были преодолеть речку Мгу.
-- Вперед! -- скомандовали им.
И пошли солдатики вброд по пояс, по грудь, по шею в воде сквозь битый
лед. А к вечеру подморозило. И не было костров, не было сухого белья или старшины с водкой. Бригада замерзла, а ее командир, полковник Угрюмов, ходил по берегу Мги пьяный и растерянный. Эта "победа", правда, не помешала ему
стать в конце войны генералом ...».
В бою 28 марта 1942 года полковник Угрюмов был тяжело ранен, а после госпиталя в мае направлен на учёбу. В ноябре 1942 года окончил ускоренный курс Высшей военной академии имени К. Е. Ворошилова (действовала тогда в эвакуации в Уфе) и отправлен в распоряжение Военного совета Ленинградского фронта. С 17 января 1943 года — командир 102-й отдельной стрелковой бригады 67-й армии этого фронта, которая вела тяжёлые наступательные бои в ходе операции «Искра» по прорыву блокады Ленинграда. После её расформирования с конца апреля 1943 года командовал 123-й отдельной стрелковой бригадой Ленинградского фронта. 
В июле 1943 года направлен на Южный фронт на должность командира 13-й гвардейской механизированной бригады, но к моменту прибытия его к месту службы командование фронтом решило назначить другого командира бригады, а Н. С. Угрюмову 16 августа 1943 года было поручено временно командовать 346-й стрелковой дивизией, командир которой генерал-майор Д. И. Станкевский по ранению находился в госпитале. Командовал ею около месяца.
С 17 сентября 1943 года — командир 33-й гвардейской стрелковой дивизии в 2-й гвардейской и 51-й армиях Южного (с 20.10.1943 — 4-го Украинского фронта). Дивизия участвовала в Мелитопольской наступательной операции, обороняла Сивашский плацдарм, а в апреле 1944 года перешла в наступление в ходе Крымской наступательной операции, прорвала немецкую оборону и через Белебек стремительно двинулась на Симферополь. На подступах к нему полковник Угрюмов был тяжело ранен в бою 14 апреля 1944 года и по иронии судьбы три месяца находился в госпитале в том же Симферополе, до которого совсем немного не дошёл. 
После возвращения в строй с августа 1944 года — заместитель командира 17-го гвардейского стрелкового корпуса 18-й армии 1-го Украинского фронта. 
27 сентября 1944 года Н. С. Угрюмов назначен на должность командира 8-й стрелковой дивизии 18-й армии 4-го Украинского фронта. Во главе дивизии участвовал в Западно-Карпатской, Восточно-Карпатской, Моравско-Остравской и Пражской наступательных операциях. Дивизия была на хорошем счету у командования за успешные действия в условиях Карпатских гор, за время командования полковника Угрюмова она была награждена орденами Красного Знамени (9.02.1945) и Суворова II степени (3.05.1945). Дивизия Угрюмова вела бои ещё три дня после 9 мая 1945 года, войска были вынуждены уничтожить прорывающуюся на запад группировку противника.
Служивший в последние месяца войны начальником штаба 8-й стрелковой дивизии будущий генерал и правозащитник П. Г. Григоренко писал об Угрюмове в своих мемуарах:

...со временем [с Угрюмовым] сложилась крепкая боевaя дружба. Меня к нему привлекала его прямота, откровенность и знание военного ремесла. Я подчеркиваю, именно ремесла, а не военного дела. Это был не теоретик и не командир широкого военного кругозора, а рядовой труженик войны. Я был просто поражен, увидев его впервые в банe. Он был буквально весь в рубцах. Начав ратный труд в советско-финскую войну в должности командира батальона, был несколько раз ранен и удостоен звания Героя Советского Союза. Войну 1941-45 гг. начал командиром ополченской дивизии под Ленинградом. Затем судьба и ранения бросали его с одного фронта на другой.— Григоренко П. В подполье можно встретить только крыс...  Нью-Йорк, издательство «Детинец», 1981. — Глава 23: «Четвёртый Украинский».
За время войны Угрюмов был девять раз упомянут в благодарственных приказах Верховного Главнокомандующего. На финской и Великой Отечественной войнах был четырежды ранен.

## Послевоенная служба
После войны продолжал службу в Советской Армии. С октября 1945 года — заместитель командира 102-го стрелкового корпуса в Львовском военном округе. С января по июнь 1946 года исполнял должность командира 121-й гвардейской стрелковой дивизии в этом же округе. С сентября 1946 по декабрь 1948 года — заместитель командира 318-й горнострелковой дивизии в Прикарпатском военном округе, затем был направлен на учёбу.
В 1950 году окончил курсы усовершенствования командиров стрелковых дивизий при Военной академии имени М. В. Фрунзе. С февраля 1950 года — командир 10-й отдельной гвардейской стрелковой бригадой Архангельского военного округа (с июня 1951 — Беломорский военный округ). С мая 1952 по ноябрь 1956 года — командир сформированной на её базе 77-й гвардейской стрелковой дивизии (управление дивизии — Архангельск). В декабре 1956 года возглавил военную кафедру Горьковского сельскохозяйственного института. В июне 1961 года генерал-майор Н. С. Угрюмов уволен в запас.
Жил в Красногорске (Московская область). Активно участвовал в общественной жизни города и района. Умер 2 февраля 1982 года. Похоронен в Красногорске на Пенягинском кладбище.

## Награды
- Медаль «Золотая Звезда» Героя Советского Союза (15.01.1940, № 218);[7]
- два ордена Ленина (15.01.1940, 20.06.1949);
- четыре ордена Красного Знамени (20.06.1944, 3.11.1944, 22.02.1945, 5.11.1954);
- орден Кутузова II степени (23.05.1945);
- медаль «За боевые заслуги» (5.11.1954);
- медаль «За оборону Ленинграда»;
- медаль «За оборону Кавказа»;
- другие медали.

## Память
- Бюст Н. С. Угрюмова установлен в посёлке Каменка Ленинградской области на территории военного городка.
- Почётный гражданин города Скадовск.